# Moehringia concarenae
Moehringia concarenae är en nejlikväxtart som beskrevs av F. Fenaroli och F. Martini. Moehringia concarenae ingår i släktet skogsnarvar, och familjen nejlikväxter. Inga underarter finns listade i Catalogue of Life.